# Ngọk Bay
Ngọk Bay, Ngok Bay hay Ngọc Bay là một xã thuộc thành phố Kon Tum, tỉnh Kon Tum, Việt Nam.

## Địa lý
Xã Ngọk Bay cách trung tâm thành phố Kon Tum 8 km về hướng tây, nằm dọc đường tỉnh lộ 675 giữa Kon Tum – Sa Thầy, có vị trí địa lý:
- Phía đông giáp xã Vinh Quang
- Phía tây giáp xã Kroong
- Phía bắc giáp huyện Đăk Hà
- Phía nam giáp xã Đak Năng và xã Đoàn Kết.

Xã Ngọk Bay có diện tích 18,75 km², dân số năm 2020 là 5.940 người, mật độ dân số đạt 317 người/km².

## Hành chính
Xã Ngọk Bay được chia thành 5 thôn: Đăk Rơ De, Kon Hơ Ngok Klah, Kơ Năng, Măng La, Plei Klech.

## Lịch sử
Ngày 10 tháng 4 năm 2009, Chính phủ ban hành Nghị định 15/NĐ-CP về việc thành lập thành phố Kon Tum thuộc tỉnh Kon Tum. Xã Ngọk Bay trực thuộc thành phố Kon Tum.
Ngày 30 tháng 12 năm 2019, Hội đồng nhân dân tỉnh Kon Tum ban hành Nghị quyết số 66/NQ-HĐND về việc sáp nhập thôn Măng La Klah và thôn Măng La Kơ Tu thành thôn Măng La.